# アウグステ・フォン・ハラハ
アウグステ・フォン・ハラハ（ドイツ語: Auguste Gräfin von Harrach, 1800年8月30日 - 1873年6月5日）は、プロイセン国王フリードリヒ・ヴィルヘルム3世の2番目の妃である。結婚と同時にリーグニッツ公爵夫人（Fürstin von Liegnitz）およびホーエンツォレルン伯爵夫人（Gräfin von Hohenzollern）の称号を授けられた。

## 生涯と出自
アウグステは1800年8月30日にドイツのドレスデンで生まれた。ハラハ伯フェルディナント・ヨーゼフ・フォン・ハラハ・ツー・ローラウの娘である。ハラハ伯爵家は、ボヘミア系のオーストリア貴族として知られる家系である。

## フリードリヒ・ヴィルヘルム3世との結婚
プロイセン国王フリードリヒ・ヴィルヘルム3世は、最初の妃ルイーゼを1810年に亡くして以来、長らく独身であった。1822年、当時52歳であった国王は温泉地テプリッツで30歳年下のアウグステと出会った。そして、1824年11月9日、54歳であった国王はアウグステと結婚した。この結婚は貴賤結婚とみなされた。これは、アウグステが王族の出身ではなかったためであり、この結婚により彼女の子供に王位継承権は与えられず、また、他の王族が彼女よりも宮廷で優遇されるなどの制限があった。彼女には宮廷での地位を与えるため、結婚に際してリーグニッツ公爵夫人およびホーエンツォレルン伯爵夫人の称号が授けられた。

## 結婚生活と晩年
アウグステはシャルロッテンブルク宮殿やシェーンハウゼン宮殿に居住することを許された。フリードリヒ・ヴィルヘルム3世との約16年間の結婚生活において、子供は誕生せず、彼女が政治の舞台に現れることはなかった。しかし、彼女は夫が晩年に病に倒れた際、献身的に看病し、王室からの愛情と信頼を得たとされる。1840年にフリードリヒ・ヴィルヘルム3世が崩御した後、アウグステは寡婦としてイタリア、イギリス、スイスなどを旅した。ジュネーヴ湖畔に「ヴィラ・アウグスタ」という邸宅を購入したほか、バート・ホンブルク・フォア・デア・ヘーエを頻繁に訪れた。アウグステは1873年6月5日、滞在先のバート・ホンブルク・フォア・デア・ヘーエで72歳で死去した。